# Petrus van der Borcht

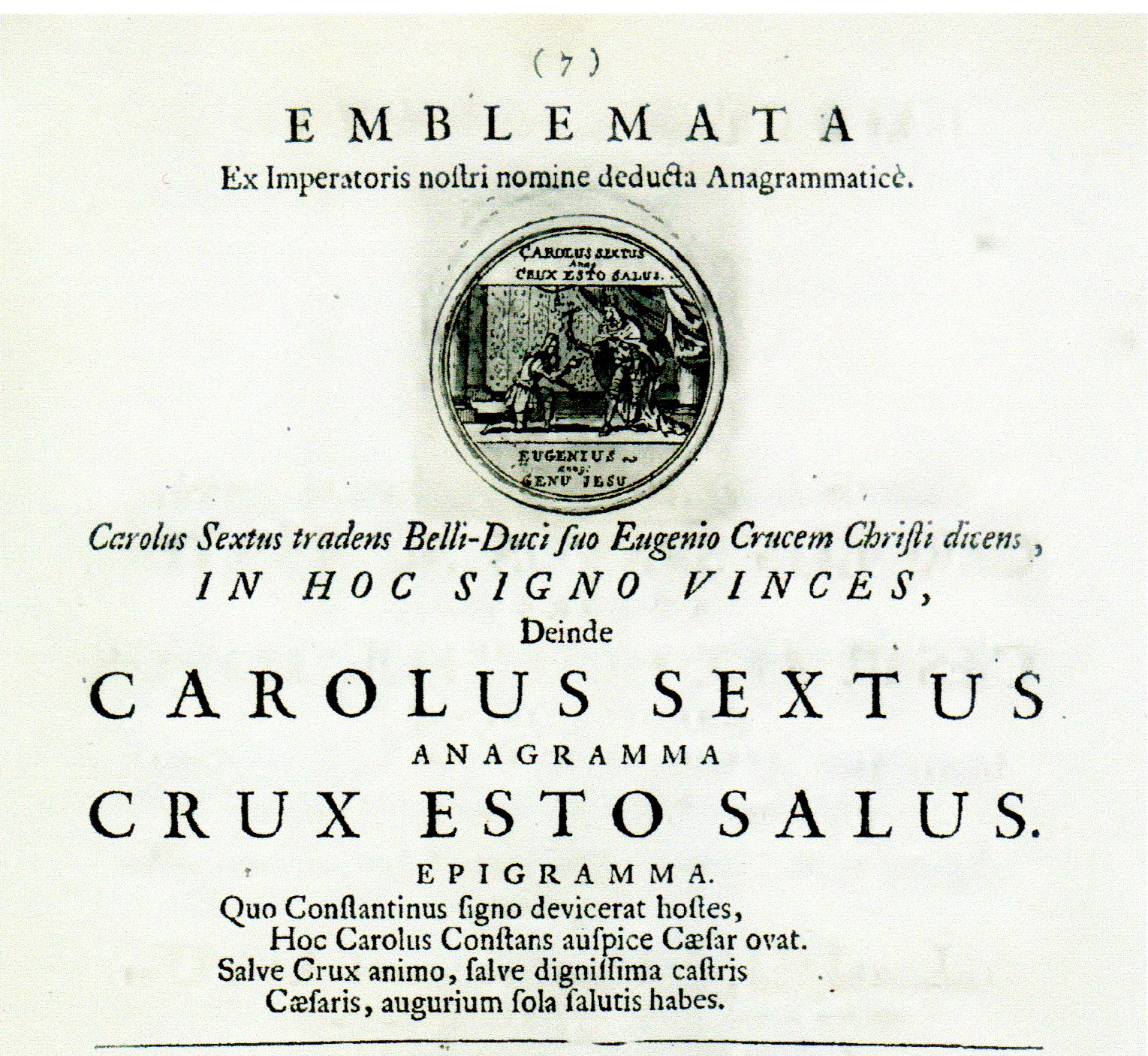
Voorbeeld van een "Emblema" uit het boek van Petrus Vander Borcht, Applausus chronographicus, Brussel, 1717, bld. 7.

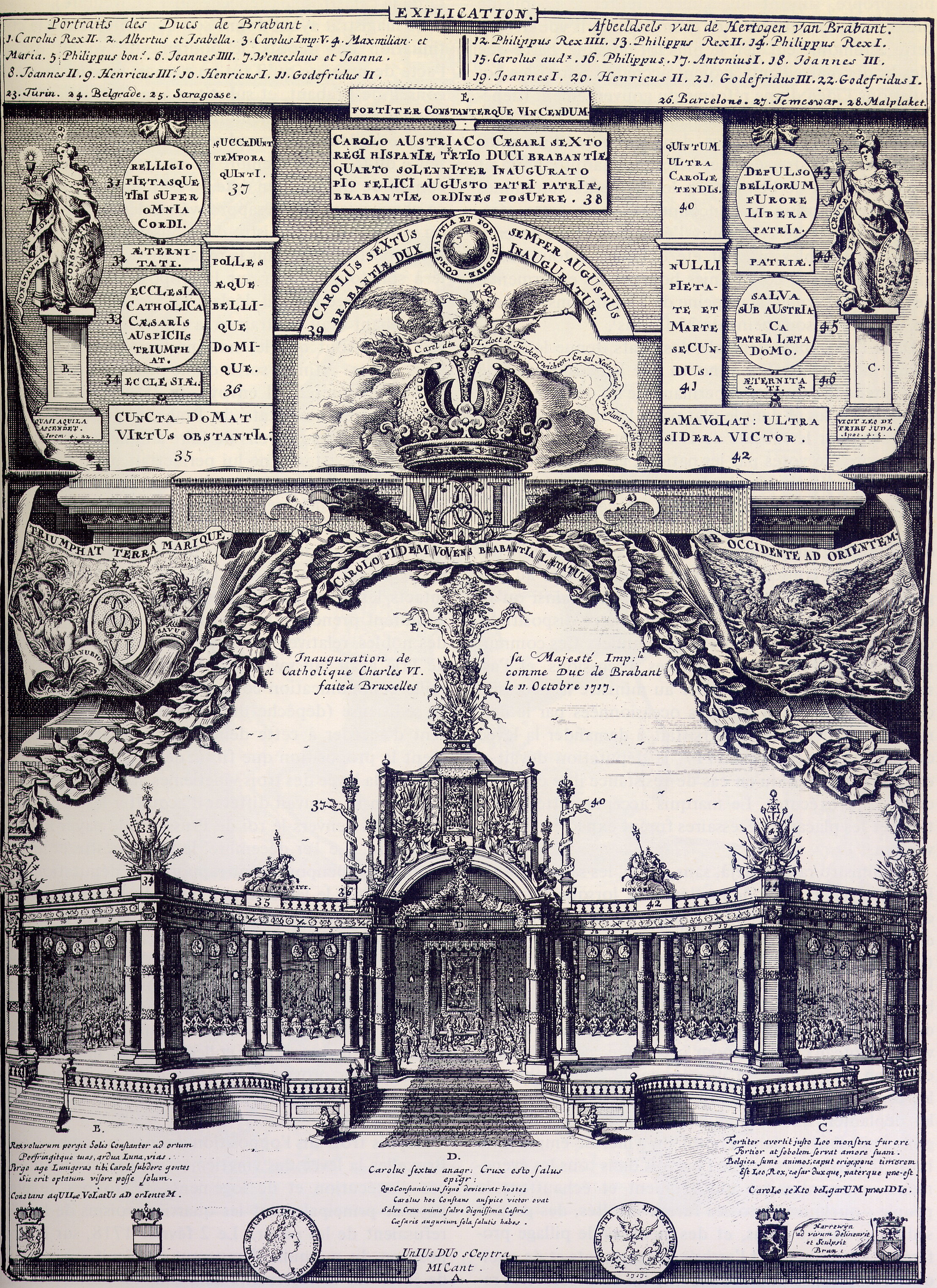
Het "Theatrum Caesareum", tekening van Jacob Harrewijn en gedichten van Petrus van der Borcht.

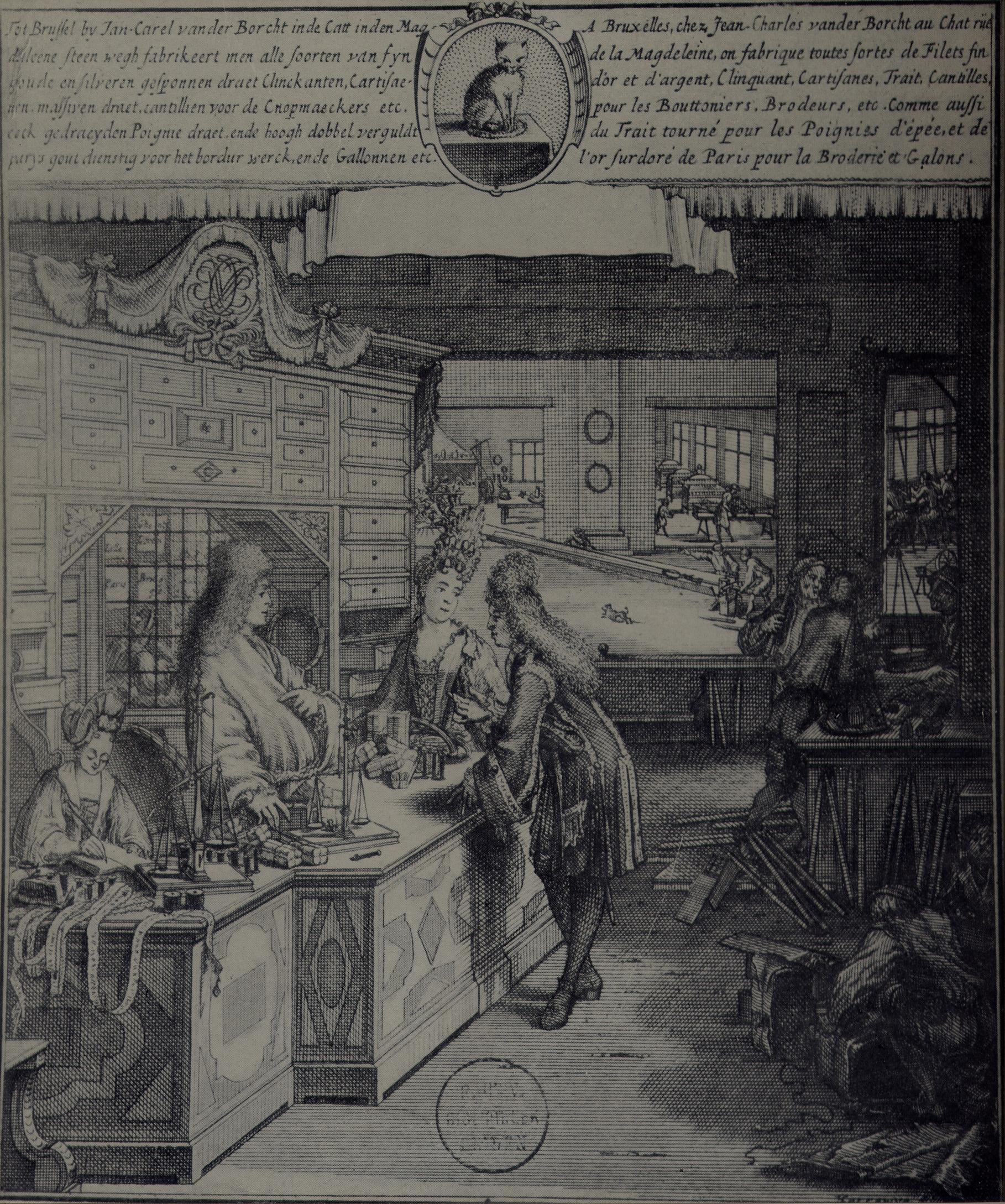
De broeder van Petrus van der Borcht, Jan-Karel van der Borcht (1668-1735), Muntmeester-Generaal, in zijn fabriek van goud- en zilverdraden "In de Kat", in de Magdalenasteenweg (schets door Jacob Harrewijn, 1694).

Petrus van der Borcht, in het Latijn Petrus à Castro, (Brussel, parochie Sint-Goedele 16 juli 1676 - Neigem, 6 april 1739) was een Neolatijnse dichter en pastoor van Neigem.

## Levensloop
Hij was de zoon van Jacobus van der Borcht een zeer rijk burger van Brussel, fabrikant van zilver- en gouddraad, en van Dorothea de Witte, die uit de Zeven Geslachten van Brussel stamde en in tweede huwelijk was getrouwd met de beeldhouwer Peter van Dievoet.
Hij was ook de broer van de graveur Jan-Carel van der Borcht, Muntmeester-Generaal, die met allegorische etsen de gedichten van zijn broer versierd heeft. Deze Jan-Carel van der Borcht is een voorouder van de huidige familie de Meeûs d'Argenteuil.

## Zijn werk
Een deel van zijn werk is goed gekend door het grote publiek, omdat hij de auteur is van de Latijnse gedichten en chronogrammen die men vindt op de gevels van de Brusselse Grote Markt, zoals het, in dezelfde tijd, Santeul heeft gedaan voor de bronnen van Parijs.
Van der Borcht publiceerde ook drie boeken met Latijnse gedichten, onder meer:
- Invictissimo Gloriosissimo, Potentissimoque, Romanorum Imperatori Carolo Sexto et Regi Hispaniae III. Duci Brabantiae IV. 11. octobris 1717. inaugurato Bruxellis. Applausus chronographicus 1717 ("Aan Karel, de onoverwinnelijke, glorieuze en machtige zesde Keizer van het Romeinse Rijk, derde Koning van Spanje, en vierde Hertog van Brabant, ingehuldigd op 11 oktober 1717 in Brussel. Lof in de vorm van chronogrammen")

- Applausus Virico Philippo Laurentio de Daun Principi Thianensi Aurei Velleris Equiti Belgii gubernatori ac languentis patriae restauratori, 1725 ("Lof van Wierich Philippus Laurentius van Daun, prins van Thiano, Ridder van het Gulden Vlies, Gouverneur van België, en hersteller van het zieke vaderland")

Enkele van zijn chronogrammen kan men lezen op de huizen langs de Grote Markt.
Te Neigem is er geen gedenkteken aan deze vermaarde dichter.